# Franco Ferrara
Franco Ferrara (Palermo, 6 luglio 1911 – Firenze, 7 settembre 1985) è stato un direttore d'orchestra e compositore italiano.

## Biografia
Franco Ferrara iniziò gli studi musicali presso il conservatorio di Palermo "Vincenzo Bellini" all'età di appena cinque anni, mostrando ben presto un sorprendente talento. Quasi adolescente si trasferì a Bologna dove completò il corso di studi musicali diplomandosi in violino, pianoforte, organo e composizione presso il locale Conservatorio. Fu allievo, nelle rispettive materie, dei maestri Consolini, Ivaldi, Belletti e Nordio. Grazie alla votazione riportata per ciascun diploma gli furono conferiti altrettanti premi.
Sebbene all'epoca dei suoi studi non esistessero corsi scolastici di direzione d'orchestra, per cui ad un aspirante direttore non rimaneva che intraprendere un lungo tirocinio presso i teatri e le istituzioni sinfoniche nel ruolo di Maestro sostituto o assistente oppure come strumentista in orchestra, Franco Ferrara fu facilitato nel suo apprendistato di direttore dal fatto che presso il Conservatorio di Bologna esisteva un'orchestra di allievi che consentiva ai diplomandi in Composizione di eseguire i lavori preparati durante il corso: fu nell'ambito di questo complesso che Franco Ferrara compì le prime esperienze, dirigendo per la prima volta all'età di appena nove anni. E fu sempre a Bologna che Ferrara fece le sue prime esperienze di contatto con il pubblico in veste di pianista, violinista e compositore, dirigendo alcuni suoi stessi lavori.
Appena acquisito il diploma in violino entrò nell'Orchestra del Teatro Comunale di Bologna dove ebbe l'occasione di suonare con Arturo Toscanini. Fu proprio al Teatro di Bologna che, come egli soleva ricordare, il 14 maggio 1931, si trovò presente insieme ad uno sconcertato Ottorino Respighi all'oltraggioso gesto dello schiaffeggiamento compiuto da un gruppo di squadristi nei confronti del grande direttore, noto per il suo convinto antifascismo, il quale si era rifiutato di dirigere l'orchestra nell'esecuzione d'ordinanza di Giovinezza. Il 29 ottobre è il maestro sostituto di Antonio Guarnieri in Parsifal e con Gaetano Bavagnoli il 31 ottobre ne La bohème, l'8 novembre ne La Wally ed il 19 novembre La forza del destino.
Nel 1931 si trasferì a Roma dove entrò a far parte dell'Orchestra dell'Augusteo, nella quale rimase fino al 1933 quando fu chiamato come I Violino di Spalla nell'Orchestra del Maggio Musicale Fiorentino. Il 21 dicembre 1934 è il violinista in Histoire du soldat di Igor' Fëdorovič Stravinskij diretto da Ernest Ansermet a Palazzo Pitti.
Prolungò la sua permanenza a Firenze fino al 1940 suonando sotto la direzione dei più prestigiosi Maestri di livello internazionale (Victor de Sabata, Antonio Guarnieri, Bruno Walter, Willem Mengelberg, Erich Kleiber). Fu incoraggiato proprio da Guarnieri a dedicarsi alla Direzione d'Orchestra, affidandogli la preparazione dell'Orchestra del Maggio Musicale Fiorentino per un Concerto in trasferta a Montecatini e subito dopo gli offrì l'occasione di dirigere un concerto al Teatro Comunale di Firenze. Ferrara debuttò così il 20 gennaio 1938 con un programma conforme ai gusti degli anni '30 e molto variegato: l'Ouverture da "Il Segreto di Susanna" di Wolf-Ferrari, 5ª Sinfonia di Beethoven, La Vendemmia di Giuseppe Mulè, Preludio atto III da La Traviata, Il volo del calabrone di Rimskij-Korsakov e la Cavalcata delle Valchirie di Wagner.

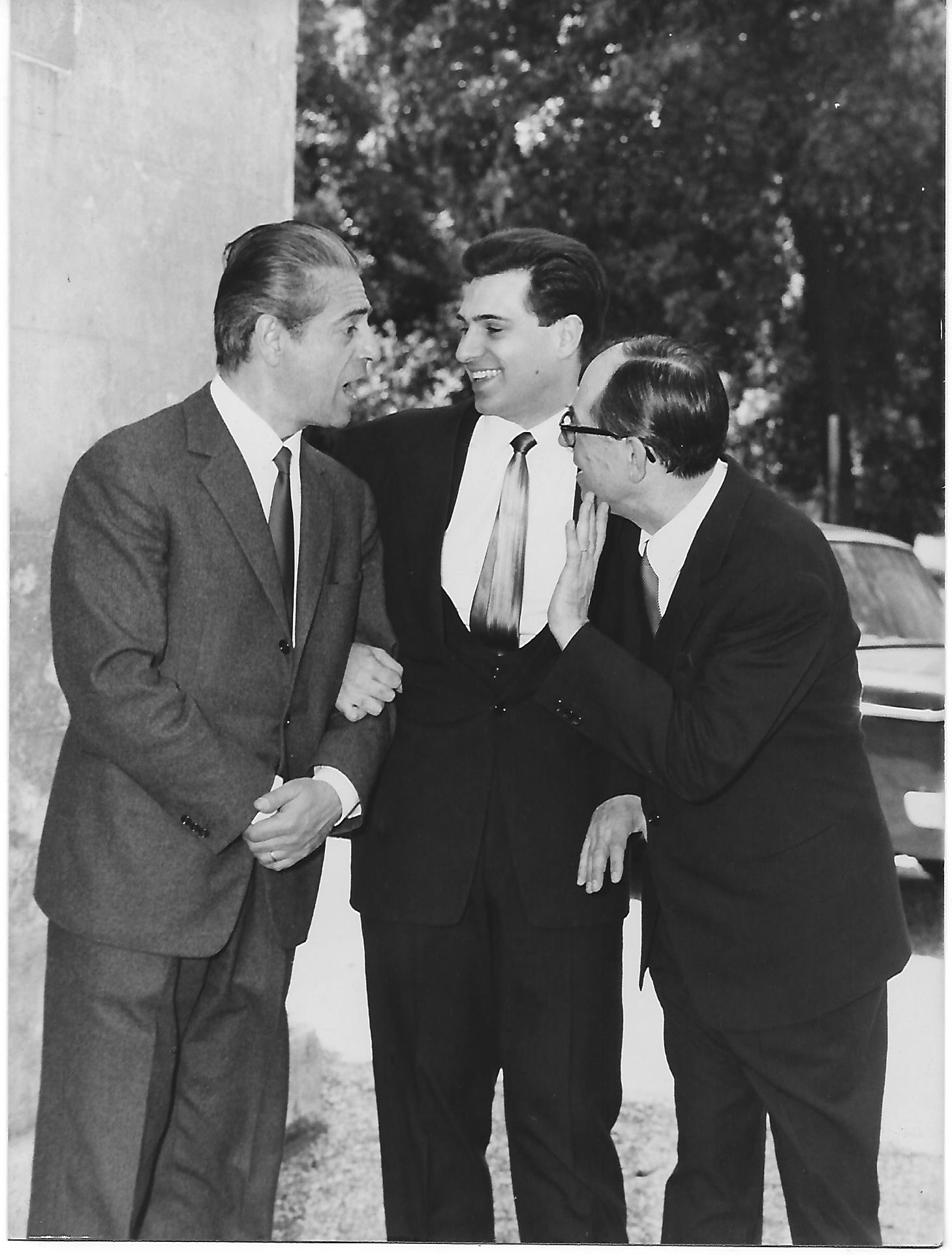
Franco Ferrara, a sinistra, e il padre Carlo (Roma 1965).

Da quel momento e nei dieci anni successivi Ferrara avrebbe diretto in quasi tutti i Teatri e presso gli Enti Sinfonici più prestigiosi d'Italia, compiendo anche numerose tournée all'estero, ad esempio in Germania, Ungheria e Romania, e dirigendo alcune tra le più importanti orchestre del mondo come i Berliner Philharmoniker, Dresdner Philharmoniker, Bamberger Symphoniker. Tuttavia, il vero e proprio consolidamento della fama per il giovane direttore si ebbe con il concerto a Roma presso la Basilica di Massenzio nel luglio 1939, alla guida dell'Orchestra dell'Accademia Nazionale di Santa Cecilia.
Con la stessa Orchestra Ferrara avrebbe poi lavorato ininterrottamente fino al 1945 al Teatro Adriano, ricoprendone negli ultimi due anni (novembre 1944 - settembre 1945) l'incarico di direttore stabile. Nel 1940 mentre dirigeva a Roma la Sinfonia del Nuovo Mondo di Dvořák si manifestò per la prima volta la misteriosa malattia che lo avrebbe non poco tormentato: cadde come svenuto dal podio, in realtà rimanendo lucido, il concerto fu sospeso.
Nel 1948 dovette interrompere l'attività di direttore d'orchestra per via di questi mancamenti. Molte furono le ipotesi formulate in quel tempo circa le cause del suo cattivo stato di salute e, successivamente, si è ipotizzato con una certa plausibilità che Ferrara soffrisse di una scarsa ossigenazione del sangue, il che lo portava a perdere improvvisamente il tono muscolare pur senza mai perdere la lucidità. Risultano invece destituite di ogni fondamento le illazioni circa la sua condizione psichica, si parlò all'epoca di epilessia, di malattie nervose. Ripresosi dalla fase più acuta dei suoi disturbi, Ferrara continuò a dirigere per una serie di registrazioni Rai e si dedicò anche alla composizione e alla direzione di musiche per film (fra gli altri, Jovanka e le altre, per il quale diresse le musiche composte da Angelo Francesco Lavagnino). Questo rapporto con il cinema lo avrebbe portato a dirigere numerose colonne sonore per film realizzati da alcuni dei più importanti registi italiani, come Fellini, Antonioni e Visconti.
Il 15 novembre 1950 diresse per la radio Rai la prima assoluta dell'opera I due timidi di Nino Rota con Graziella Sciutti e Mario Carlin, che fu premiata con il Prix Italia. Sempre in ambito operistico Ferrara realizzò una serie di film per il Cinema: "L'Ajo nell'imbarazzo" di Donizetti, "L'occasione fa il ladro" e "La scala di seta" di Rossini e "La Serva Padrona" di Pergolesi.
Il 4 novembre 1961 fu inaugurato il 2° Canale della Rai per il quale Franco Ferrara diresse le musiche originali di Raffaele Gervasio eseguite dall'Orchestra e dal Coro della Rai di Roma.
L'altro percorso della sua carriera fu quello di dedicarsi all'insegnamento. Lo fece dal 1947 presso il Conservatorio Santa Cecilia a Roma, prima come docente incaricato della classe di esercitazioni orchestrali poi di quella di lettura della partitura.
Nell'ottobre 1959 vinse, risultando primo in assoluto, il Concorso bandito dal Ministero della Pubblica Istruzione per la cattedra di Professore di ruolo di Lettura della Partitura. Nel corso dell'anno successivo tuttavia passò alla cattedra di Direzione d'Orchestra. Questa cattedra nell'anno 1975 fu trasformata in Corso di Perfezionamento presso l'Accademia nazionale di Santa Cecilia e Ferrara lo svolse fino al 1981 quando raggiunse "i limiti d'età" per cui andò in pensione. Tuttavia sempre nel corso del 1981 il Ministero della Pubblica Istruzione gli conferì la nomina di "Professore Emerito". Parallelamente all'attività didattica di Ferrara si svolse anche fuori dall'apparato ministeriale fin dal 1958, anno in cui Valentino Bucchi, al tempo Direttore del Conservatorio "F. Morlacchi" di Perugia, lo chiamò a tenere un corso estivo di Direzione d'Orchestra che ebbe altre due edizioni negli anni successivi. A partire dal 1961 inoltre Ferrara tenne per diversi anni dei corsi straordinari per le "Vacanze Musicali" di Venezia, città dove il Gran Teatro La Fenice lo invitò a tenere un corso semestrale dall'ottobre 1976 al marzo 1977.
Ferrara è stato inoltre presente per ben 14 volte all'Accademia Musicale Chigiana di Siena dove dal 1964 fino al 1985 ha tenuto il Corso di Direzione d'Orchestra frequentato da allievi provenienti da tutto il mondo, molti dei quali hanno poi intrapreso una brillante carriera che li ha portati sulla scena musicale internazionale. Tra il 1974 ed il 1975 anche il Teatro Comunale di Bologna affidò a Ferrara un corso per la direzione d'orchestra.
L'attività di Franco Ferrara ha avuto un carattere transcontinentale. I suoi corsi europei si sono tenuti ad Hilversum (Paesi Bassi) presso le "Radio Unite Olandesi" (dal 1958 al 1973), a Parigi presso il Conservatoire National Supérieur de Musique, in Svizzera presso la Radio di Lugano ed il Festival "Tibor Varga" di Sion.
È stato poi più volte invitato in Asia, a Manila (Filippine); in Giappone è stato invitato da Seiji Ozawa nel 1976 per tenere un corso presso l'Accademia TOHO di Tokyo in onore di Hideo Saito, il grande direttore d'orchestra giapponese scomparso, maestro dello stesso Ozawa. In America invece Ferrara ha insegnato fin dal 1975 al Curtis Institute of Music di Philadelphia, alla Juilliard School di New York e al Berkshire Music Center di Tanglewood.
Nel maggio '77 un improvviso ictus cerebrale impose una battuta d'arresto alla sua attività didattica, ma essendosi egli ripreso con forza e in maniera sorprendente, la riprese a tempo pieno. Nel 1983 tenne un corso speciale a Bari e sempre nell'ottobre '83 organizzò un ciclo di concerti con cinque giovani direttori alla testa dell'Orchestra Rai di Roma.
Furono molti i premi ed i riconoscimenti conferiti a Franco Ferrara nel corso della sua carriera: il 2 marzo 1958 gli è stato conferito il titolo di Accademico di Santa Cecilia. Ebbe analoghi riconoscimenti anche dall'Accademia nazionale Luigi Cherubini di Firenze e dall'Accademia Filarmonica Romana. Lo Stato gli conferì la Medaglia d'argento al valore, concessa dal Ministero della Pubblica Istruzione.
Franco Ferrara ha inoltre preso parte alle giurie di alcuni dei più prestigiosi Premi internazionali: dal "Mitropoulos" di New York al Premio della "Fondazione Karajan", al "Cantelli", al "Marzotto" fino al "Casagrande" di Terni del 1982.
Il 7 maggio 1977 Ferrara si trovava a Copenaghen quando fu colto da un nuovo ictus cerebrale. Trasferito immediatamente a Roma venne ricoverato presso l'Ospedale dei Cavalieri di Malta. Rimase paralizzato agli arti della parte destra del corpo, ma non ebbe alcuna complicazione sul piano della lucidità e della parola. Ben presto Ferrara grazie alla sua forza d'animo riuscì a superare gli impedimenti fisici recuperando la motilità della gamba e parzialmente anche del braccio. In breve tempo riuscì a tornare alla sua amata attività didattica, a quella compositiva, a suonare, sebbene lo facesse solo in privato, e anche a guidare l'automobile. Negli anni successivi confessò che in seguito alla malattia, le capacità percettive gli si erano  duplicate, anche se non dormiva e non percepiva né il caldo né il freddo. Una alterazione delle sensazioni che non gli impedì di affrontare le pur defatiganti lezioni con i suoi allievi.
Il 1º settembre 1985 gli venne assegnato il Premio "Una Vita per la Musica" a Venezia presso il Gran Teatro La Fenice per l'occasione gremito di allievi, colleghi ed amici.
Nella notte tra il 6 ed il 7 settembre 1985 venne colto da infarto nella sua camera dell'Hotel Anglo Americano a Firenze dove si era recato per il Concorso di Direzione 'V. Gui'. Fu condotto in Ospedale dove trascorse una notte d'agonia, spirando all'alba del 7 settembre. I suoi funerali si svolsero nella Chiesa degli Artisti a Piazza del Popolo a Roma e l'omelia fu tenuta dal suo amico Mons. Ennio Francia.
Chi lo ha conosciuto lo ricorda come un uomo dotato di fascino e carisma, di una sorta di naturale magnetismo. Nonostante il prematuro ritiro dalle scene continuò a godere della stima di tutti i suoi colleghi. Basti menzionare la dichiarazione di un direttore d'orchestra come Herbert Von Karajan, il quale ammise come parte della sua ascesa verso la fama internazionale fosse stata dovuta al fatto che un direttore come Ferrara avesse abbandonato le scene ed inoltre non ha perso mai occasione, e come lui tanti altri grandi direttori, per considerare imperituro il ricordo della grandezza di Franco Ferrara.
Fu membro della Massoneria.
È sepolto presso il Cimitero del Verano di Roma.

## Allievi
Gli allievi che Franco Ferrara ebbe nell'ambito dei corsi tenuti nell'arco di oltre un trentennio sono stati quasi 600. Tra i tanti si possono menzionare:
- Gabriele Ferro
- Nicola Hanzalik Samale

https://rossiniassociazione.it/wp-content/uploads/2022/06/CV-Nicola-Samale.pdf
- Roberto Abbado
- Bruno Aprea
- Riccardo Chailly
- Chung Myung-whun
- Jean-Claude Casadesus
- Francesco d'Avalos
- Gianluigi Gelmetti
- Mario Lamberto
- Riccardo Muti
- Daniel Oren
- Donato Renzetti
- Nicola Sgrò
- Leopoldo La Rosa

## Filmografia

### Composizione di colonne sonore cinematografiche
- Il sacco di Roma di Ferruccio Cerio (1953)
- La principessa delle Canarie di Paolo Moffa (1954)
- Revak, lo schiavo di Cartagine di Rudolph Maté (1960)
- Drakut il vendicatore di Luigi Capuano (1961)

### Direzione di colonne sonore cinematografiche
(tra parentesi quadre il nome del compositore)
- La porta del cielo di Vittorio De Sica (1944) [Enzo Masetti] (anche interpretazione)
- Il testimone di Pietro Germi (1946) [Enzo Masetti]
- Montecassino di Arturo Gemmiti (1946) [Adriano Lualdi]
- La Certosa di Parma (La Chartreuse de Parme) di Christian-Jaque (1948) [Renzo Rossellini]
- Sotto il sole di Roma di Renato Castellani (1948) [Nino Rota]
- Una lettera all'alba di Giorgio Bianchi (1948) [Renzo Rossellini]
- Fuga in Francia di Mario Soldati (1948) [Nino Rota]
- La montagna di cristallo di Henry Cass (1949) [Nino Rota]
- Il mulino del Po di Alberto Lattuada (1949) [Ildebrando Pizzetti]
- Campane a martello di Luigi Zampa (1949) [Nino Rota]
- È primavera... di Renato Castellani (1950) [Nino Rota]
- Gli ultimi giorni di Pompei di Marcel L'Herbier e Paolo Moffa (1950) [Roman Vlad]
- Quel bandito sono io di Mario Soldati (1950) [Nino Rota]
- È più facile che un cammello... di Luigi Zampa (1950) [Nino Rota]
- Cuori sul mare di Giorgio Bianchi (1950) [Enzo Masetti]
- Donne e briganti di Mario Soldati (1949) [Nino Rota]
- L'edera di Augusto Genina (1950) [Antonio Veretti]
- Il brigante Musolino di Mario Camerini (1950) [Enzo Masetti]
- Luci del varietà di Alberto Lattuada e Federico Fellini (1950) [Felice Lattuada]
- Il caimano del Piave di Giorgio Bianchi (1951) [Enzo Masetti]
- È l'amor che mi rovina di Mario Soldati (1951) [Mario Nascimbene]
- La città si difende di Pietro Germi (1951) [Carlo Rustichelli]
- Ombre sul Canal Grande di Glauco Pellegrini (1951) [Gino Gorini]
- Ultimo incontro di Gianni Franciolini (1951) [Enzo Masetti]
- Filumena Marturano di Eduardo De Filippo (1951) [Nino Rota]
- O.K. Nerone di Mario Soldati (1951) [Mario Nascimbene]
- Anna di Alberto Lattuada (1951) [Nino Rota]
- Le avventure di Mandrin di Mario Soldati (1952) [Mario Nascimbene]
- Lo sceicco bianco di Federico Fellini (1952) [Nino Rota]
- Il brigante di Tacca del Lupo di Pietro Germi (1952) [Carlo Rustichelli]
- Penne nere di Oreste Biancoli (1952) [Francesco Mander]
- La nemica di Giorgio Bianchi (1952) [Carlo Rustichelli]
- Ragazze da marito di Eduardo De Filippo (1952) [Nino Rota]
- I sette dell'Orsa maggiore di Duilio Coletti (1953) [Nino Rota]
- Fanciulle di lusso di Bernard Vorhaus (1953) [Nino Rota]
- Lasciateci in pace di Marino Girolami (1953) [Mario Nascimbene]
- Stazione Termini di Vittorio De Sica (1953) [Alessandro Cicognini]
- I vitelloni di Federico Fellini (1953) [Nino Rota]
- La lupa di Alberto Lattuada (1953) [Felice Lattuada]
- Traviata '53 di Vittorio Cottafavi (1953) [Giovanni Fusco] (anche esecuzione musicale [pianoforte?])
- Gli uomini, che mascalzoni! di Glauco Pellegrini (1953) [Nino Rota]
- Scampolo '53 di Giorgio Bianchi (1953) [Nino Rota]
- Lo scocciatore (Via Padova 46) di Giorgio Bianchi (1953) [Nino Rota]
- Canzone appassionata di Giorgio Simonelli (1953) [Nino Oliviero]
- L'amore in città di Lizzani, Antonioni, Risi, Fellini, Maselli, Lattuada (1953) [Mario Nascimbene]
- Ti ho sempre amato! di Mario Costa (1953) [Carlo Rustichelli]
- L'incantevole nemica di Claudio Gora (1953) [Raffaele Gervasio]
- Villa Borghese di Gianni Franciolini (1953) [Mario Nascimbene]
- La mano dello straniero di Mario Soldati (1954) [Nino Rota]
- Pietà per chi cade di Mario Costa (1954) [Carlo Rustichelli]
- Cose da pazzi di Georg Wilhelm Pabst (1954) [Mario Nascimbene]
- Appassionatamente di Giacomo Gentilomo (1954) [Nino Rota]
- La strada di Federico Fellini (1954) [Nino Rota]
- Mambo di Robert Rossen (1954) [Nino Rota e Angelo Francesco Lavagnino]
- Teodora imperatrice di Bisanzio di Riccardo Freda (1954) [Renzo Rossellini]
- Ulisse di Mario Camerini (1954) [Alessandro Cicognini]
- Prima di sera di Piero Tellini (1954) [Mario Nascimbene]
- La romana di Luigi Zampa (1954) [Enzo Masetti]
- Casa Ricordi di Carmine Gallone (1954) [Renzo Rossellini (coordinatore)]
- Il cardinale Lambertini di Giorgio Pàstina (1954) [Carlo Rustichelli]
- L'ombra di Giorgio Bianchi (1954) [Carlo Rustichelli]
- Attila di Pietro Francisci (1954) [Enzo Masetti]
- Le ragazze di San Frediano di Valerio Zurlini (1954) [Mario Zafred]
- Ballata tragica di Luigi Capuano (1954) [Mario Nascimbene]
- Sinfonia d'amore di Glauco Pellegrini (1954) [Carlo Rustichelli (adattamento)]
- Senso di Luchino Visconti (1954) [sinfonia n.7 di Anton Bruckner]
- Proibito di Mario Monicelli (1954) [Nino Rota (arrangiamento da Johannes Brahms)]
- Luna nuova di Luigi Capuano (1955) [Mario Nascimbene]
- Figaro, il barbiere di Siviglia di Camillo Mastrocinque (1955) [Gioacchino Rossini (solo la parte sinfonica)]
- Non c'è amore più grande di Giorgio Bianchi (1955) [Roman Vlad]
- La vena d'oro di Mauro Bolognini (1955) [Carlo Rustichelli]
- La bella di Roma di Luigi Comencini (1955) [Nino Rota]
- Il bidone di Federico Fellini (1955) [Nino Rota]
- Accadde al penitenziario di Giorgio Bianchi (1955) [Nino Rota]
- Racconti romani di Gianni Franciolini (1955) [Mario Nascimbene]
- Andrea Chénier di Clemente Fracassi (1955) [Umberto Giordano (adattamento: Giulio Cesare Sonzogno)]
- Guerra e pace di King Vidor (1955) [Nino Rota]
- Prigionieri del male di Mario Costa (1955) [Carlo Rustichelli]
- Divisione Folgore di Duilio Coletti (1955) [Nino Rota]
- Il tetto di Vittorio De Sica (1956) [Alessandro Cicognini]
- Il prezzo della gloria di Antonio Musu (1956) [Carlo Rustichelli]
- Uomini e lupi di Giuseppe De Santis (1957) [Mario Nascimbene]
- I colpevoli di Turi Vasile (1957) [Carlo Innocenzi]
- Il momento più bello di Luciano Emmer (1957) [Nino Rota]
- Le notti di Cabiria di Federico Fellini (1957) [Nino Rota]
- Londra chiama Polo Nord di Duilio Coletti (1957) [Nino Rota]
- Amore e chiacchiere di Alessandro Blasetti (1957) [Mario Nascimbene]
- L'ultima violenza di Raffaello Matarazzo (1957) [Mario Nascimbene]
- Le notti bianche di Luchino Visconti (1957) [Nino Rota]
- Italia piccola di Mario Soldati (1957) [Nino Rota]
- La diga sul Pacifico di René Clément (1957) [Nino Rota]
- Nata di marzo di Antonio Pietrangeli (1958) [Piero Piccioni]
- Fortunella di Eduardo De Filippo (1958) [Nino Rota]
- Un giorno in Europa di Emilio Marsili (1958) [Teo Usuelli]
- Un ettaro di cielo di Aglauco Casadio (1958) [Nino Rota]
- La legge è legge di Christian-Jaque (1958) [Nino Rota]
- La tempesta di Alberto Lattuada (1958) [Piero Piccioni]
- Nella città l'inferno di Renato Castellani (1959) [Roman Vlad]
- Il cavaliere del castello maledetto di Mario Costa (1959) [Michele Cozzoli]
- I ladri di Lucio Fulci (1959) [Carlo Innocenzi]
- La grande guerra di Mario Monicelli (1959) [Nino Rota]
- Estate violenta di Valerio Zurlini (1959) [Mario Nascimbene]
- Annibale di Carlo Ludovico Bragaglia (e Edgar G. Ulmer) (1959) [Carlo Rustichelli]
- Cartagine in fiamme di Carmine Gallone (1960) [Mario Nascimbene]
- La dolce vita di Federico Fellini (1960) [Nino Rota]
- Jovanka e le altre di Martin Ritt (1960) [Angelo Francesco Lavagnino]
- Sotto dieci bandiere di Duilio Coletti (1960) [Nino Rota]
- Rocco e i suoi fratelli di Luchino Visconti (1960) [Nino Rota]
- Kapò di Gillo Pontecorvo (1960) [Carlo Rustichelli]
- Tutti a casa di Luigi Comencini (1960) [Angelo Francesco Lavagnino]
- Il gobbo di Carlo Lizzani (1960) [Piero Piccioni]
- Teseo contro il minotauro di Silvio Amadio (1960) [Carlo Rustichelli]
- I giganti della Tessaglia (Gli Argonauti) di Riccardo Freda (1960) [Carlo Rustichelli]
- Costantino il grande di Lionello De Felice (1961) [Mario Nascimbene]
- Le baccanti di Giorgio Ferroni (1961) [Mario Nascimbene]
- Akiko di Luigi Filippo D'Amico (1961) [Teo Usuelli]
- Le sette sfide di Primo Zeglio (1961) [Carlo Innocenzi]
- Antinea, l'amante della città sepolta di Edgar G. Ulmer (e Giuseppe Masini) (1961) [Carlo Rustichelli]
- La viaccia di Mauro Bolognini (1961) [Piero Piccioni] (solo "Rapsodia per sassofono e orchestra" di Claude Debussy)
- Giuseppe venduto dai fratelli di Irving Rapper e Luciano Ricci (1961) [Mario Nascimbene]
- Il brigante di Renato Castellani (1961) [Nino Rota]
- I mongoli di André De Toth e Leopoldo Savona (e Riccardo Freda) (1961) [Mario Nascimbene]
- Il giudizio universale di Vittorio De Sica (1961) [Alessandro Cicognini]
- Banditi a Orgosolo di Vittorio De Seta (1961) [Valentino Bucchi]
- Giorno per giorno, disperatamente di Alfredo Giannetti (1961) [Carlo Rustichelli]
- Barabba di Richard Fleischer (1961) [Mario Nascimbene]
- La steppa di Alberto Lattuada (1962) [Guido Turchi]
- Boccaccio '70 (episodio Il lavoro di Luchino Visconti (1962) [Nino Rota]
- Arrivano i titani di Duccio Tessari (1962) [Carlo Rustichelli]
- L'eclisse di Michelangelo Antonioni (1962) [Giovanni Fusco]
- La monaca di Monza di Carmine Gallone (1962) [Giovanni Fusco]
- Il tiranno di Siracusa di Curtis Bernhardt (1962) [Angelo Francesco Lavagnino]
- I sequestrati di Altona di Vittorio De Sica (1962) [sinfonia n.11 op. 103 di Dmitrij Šostakovič]
- Agostino di Mauro Bolognini (1962) [Carlo Rustichelli]
- L'ajo nell'imbarazzo di Vasco Ugo Finni (1963) [Gaetano Donizetti (riduzione di Guido Turchi)]
- Il gattopardo di Luchino Visconti (1963) [Nino Rota]
- Finché dura la tempesta di Bruno Vailati (1963) [Carlo Rustichelli]
- Il maestro di Vigevano di Elio Petri (1963) [Nino Rota]
- La ragazza di Bube di Luigi Comencini (1963) [Carlo Rustichelli]
- I promessi sposi di Mario Maffei (1964) [Carlo Rustichelli]
- L'intrigo di Vittorio Sala (1964) [Angelo Francesco Lavagnino]
- Prima della rivoluzione di Bernardo Bertolucci (1964) [Gino Paoli, Ennio Morricone]
- Sette contro la morte di Paolo Bianchini (ma Edgar G. Ulmer) (1964) [Carlo Rustichelli]
- Italiani, brava gente di Giuseppe De Santis (1964) [Armando Trovajoli]
- Buffalo Bill, l'eroe del Far West di Mario Costa (1964) [Carlo Rustichelli]
- Il figlio di Cleopatra di Ferdinando Baldi (1964) [Carlo Rustichelli]
- La Bibbia di John Huston (1966) [Toshiro Mayuzumi]
- Sette pistole per un massacro di Mario Caiano (1967) [Francesco De Masi]
- Vietnam guerra senza fronte di Alessandro Perrone (1967) [Carlo Savina]

## Composizioni musicali
- Burlesca per violino e pianoforte
- Sonata per violoncello e pianoforte
- Burlesca per orchestra sinfonica
- Preludio per orchestra sinfonica
- Scherzo brillante per orchestra sinfonica
- Fantasia tragica per orchestra sinfonica
- Notte di tempesta per orchestra sinfonica